# Ludolph Gazert

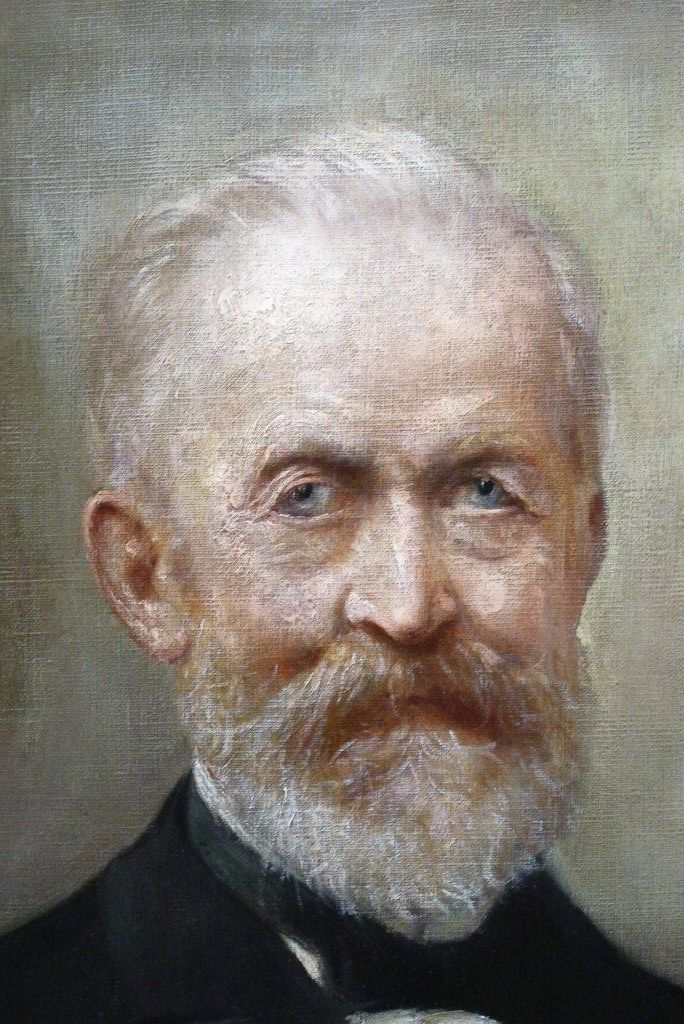
Porträt Grazerts

Ludolph Friedrich Gazert (* 7. Juli 1813 in Lüneburg; † 27. Mai 1892 in Coburg) war ein deutscher Mediziner.

## Leben
Gazert, Sohn eines Kaufmanns, studierte ab 1835 Medizin an der Universität Göttingen, wurde 1838 promoviert und machte 1839 sein Staatsexamen. Im selben Jahr ließ er sich in Harburg als praktischer Arzt für Chirurgie und Geburtshilfe nieder. 1841 wurde er dort Stadtphysicus.
Als 1844 in Harburg aus privaten Mitteln das „Marienstift“ begründet wurde, übernahm Gazert dessen Leitung. 1861 wurde er der erste Direktor des Krankenhauses.
1862 wurde er zum Sanitätsrat ernannt, 1863 zum Stadt- und Landphysikus, 1866 zum Medizinalrat. 1867 erhielt er vom preußischen König den Rote-Adler-Orden 4. Klasse.
1870 kündigte Gazert seine Tätigkeit in den Städtischen Krankenanstalten in Harburg und zog mit der Familie nach Coburg. Hier praktizierte er weiter als Arzt.
1907 wurde in Harburg die Straße zwischen Alter Postweg und Eißendorfer Straße nach Ludolph Gazert benannt.

## Familie
Gazert war in zweiter Ehe ab 1866 mit der aus Leipzig stammenden Pianistin Christiane („Tina“) Luise Hey (* 19. Januar 1838 Leipzig, † 18. Dezember 1919) verheiratet.
Der Sohn Hans Gazert (1870–1961) war der Expeditionsarzt der ersten deutschen Antarktisexpedition unter Erich von Drygalski. Seine Tochter Elisabeth (1868–1934) heiratete 1888 den Schriftsteller Josef Ruederer.